# Albert von Obermayer
Albert Edler von Obermayer (* 3. Januar 1844 in Wien; † 27. September 1915 ebenda) war ein österreichischer Generalmajor und langjähriges Mitglied der k. k. Photographischen Gesellschaft. 

## Leben

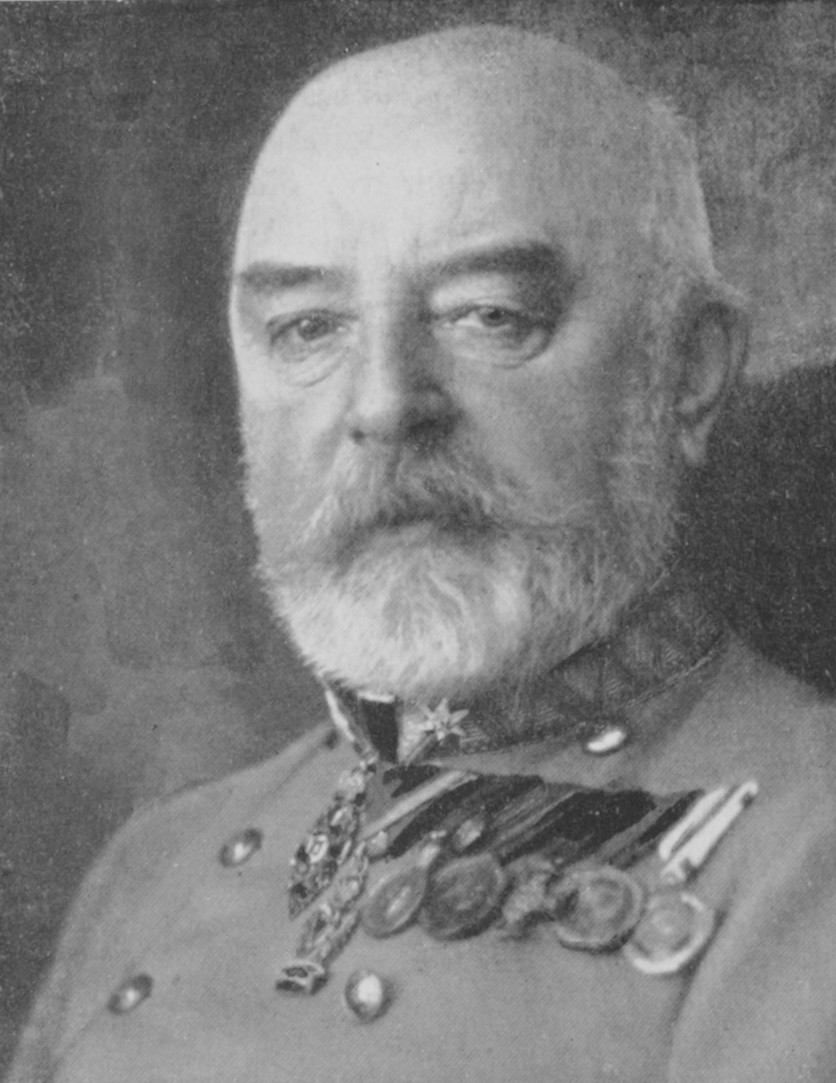
Albert von Obermayer

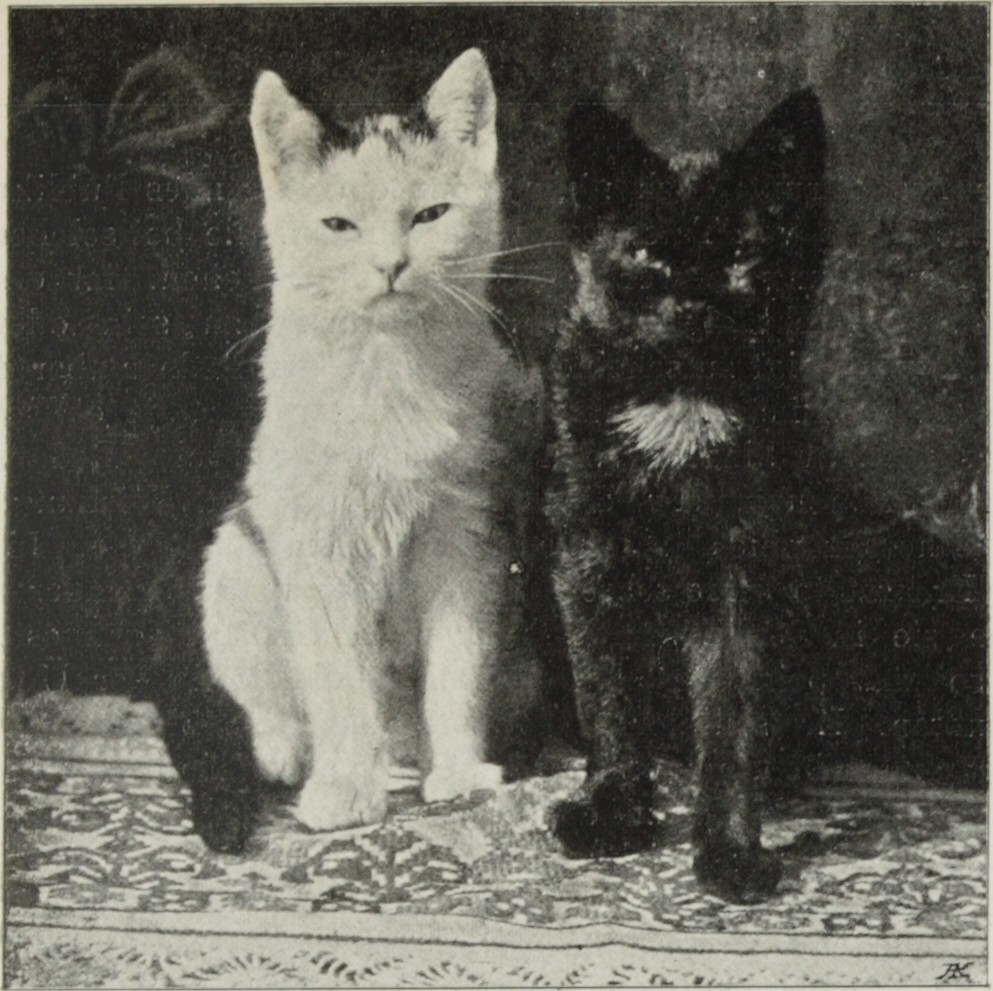
Katzen, aufgenommen von Albert von Obermayer um 1906, veröffentlicht in der Zeitschrift Photographische Korrespondenz

Albert von Obermayer besuchte die Unterrealschule in Wien und studierte von 1855 bis 1863 am Hainburger Kadetteninstitut. Anschließend besuchte er die Artillerieakademie in Mährisch-Weißkirchen. 1863 wurde er zum Leutnant der Feldartillerie ernannt und besuchte den höheren Artilleriekurs. Während des Krieges gegen Preußen nahm Obermayer 1866 am Gefecht bei Schweinschädel und der Schlacht bei Königgrätz teil.
Von 1868 bis 1869 arbeitete er im Physikalischen Institut der Universität Wien unter Josef Loschmidt und Josef Stefan. Bis 1872 war er dann Lehrer der Physik an der militärtechnischen Schule in Mährisch-Weißkirchen. Im selben Jahr wurde Obermayer dann als Professor an die Technische Militärakademie in Wien berufen. 1888 wurde er korrespondierendes Mitglied der Akademie der Wissenschaften in Wien. Bis 1889 war er bis zum Oberst befördert worden. Anlässlich seiner Pensionierung wurde er zum Generalmajor ernannt.
Obermayer war langjähriges Mitglied, seit 1902 Vorstand und seit 1905 Vizepräsident, der k. k. Photographischen Gesellschaft in Wien.
Für sein Wirken hatte man ihn mit dem Komturkreuz des Franz-Joseph-Ordens, dem Orden der Eisernen Krone III. Klasse sowie dem Signum laudis ausgezeichnet. Außerdem erhielt Obermayer den „Freiherr von Baumgart-Preis“ der Akademie der Wissenschaften.

## Schriften
- Versuche über den Ausfluss plastischen Thones. Wien 1868.
- Versuche über einige [K] Capillarerscheinungen. Wien 1869.
- Experimentelle Bestimmung des Leitungswiderstandes in Platin-Blechen. Wien 1870.
- Ueber das thermoelectrische Verhalten einiger Metalle beim Schmelzen. Wien 1872.
- Ueber die Abhängigkeit des Reibungscoefficienten der atmosphärischen Luft von der Temperatur. Wien 1876.
- Über das Abfliessen geschichteten, plastischen Thones an eindringenden Körpern. Wien 1876.
- Über die Abhängigkeit des Coefficienten der inneren Reibung der Gase von der Temperatur. Wien 1876.
- Ein Beitrag zur Kenntniss der zähflüssigen Körper. Wien 1877.
- Ueber die Abhängigkeit des Diffusionscoefficienten der Gase von der Temperatur. Wien 1880.
- Versuche über Diffusion von Gasen. 3 Bände, Wien 1882–1883.
- Über die Einwirkung der Entladung hochgespannter Elektricität auf feste in Luft suspendirte Theilchen. Wien 1886.
- Zur Erklärung einer mit der fortführenden Entladung der Elektricität verbundenen Anziehungserscheinung. K. K. Hof- und Staatsdruckerei in Commission bei F. Tempsky, Wien 1891.
- Zur Erinnerung an Josef Stefan, k. k. Hofrath und Professor der Physik an der Universität in Wien. Braumüller, Wien 1893.
- Leitfaden für den Unterricht in der Physik an der technischen Militär-Akademie. Braumüller, Wien 1900.
- Die Veränderlichkeit der täglichen Barometeroscillation auf dem Hohen Sonnblick im Laufe des Jahres. K. K. Hof- und Staatsdruckerei, Wien 1901.
- Gewitterbeobachtungen und Gewitterhäufigkeit an einigen meteorologischen Beobachtungsstationen der Alpen, insbesondere an Gipfelstationen. Kaiserl.-Königl. Hof- und Staatsdruckerei, Wien 1907.
- Die Häufigkeitszahlen der Bevölkerung. Hölder, Wien 1908.